# Ueckermannseius nesiotus
Ueckermannseius nesiotus är en spindeldjursart som först beskrevs av Edward A. Ueckermann och Kreiter 2002.  Ueckermannseius nesiotus ingår i släktet Ueckermannseius och familjen Phytoseiidae. Inga underarter finns listade i Catalogue of Life.